# Дербі (Коннектикут)
Дербі (англ. Derby) — місто (англ. city) в США, в окрузі Нью-Гейвен на південному заході штату Коннектикут. Населення — 12 325 осіб (2020).

## Географія
Дербі розташоване за координатами 41°19′34″ пн. ш. 73°4′57″ зх. д. / 41.32611° пн. ш. 73.08250° зх. д. (41.326171, -73.082570). За даними Бюро перепису населення США в 2010 році місто мало площу 14,00 км², з яких 13,09 км² — суходіл та 0,91 км² — водойми.

### Клімат
| Клімат : Дербі           | Клімат : Дербі | Клімат : Дербі | Клімат : Дербі | Клімат : Дербі | Клімат : Дербі | Клімат : Дербі | Клімат : Дербі | Клімат : Дербі | Клімат : Дербі | Клімат : Дербі | Клімат : Дербі | Клімат : Дербі | Клімат : Дербі |
| Показник                 | Січ.           | Лют.           | Бер.           | Квіт.          | Трав.          | Черв.          | Лип.           | Серп.          | Вер.           | Жовт.          | Лист.          | Груд.          | Рік            |
| Абсолютний максимум, °C  | 18,3           | 20,6           | 28,9           | 33,9           | 35,0           | 36,7           | 40,0           | 38,3           | 36,7           | 32,2           | 26,1           | 21,7           | 40,0           |
| Середній максимум, °C    | 1,7            | 2,8            | 7,8            | 13,9           | 20,0           | 25,0           | 28,3           | 27,2           | 22,8           | 16,7           | 10,0           | 3,9            | 15,1           |
| Середній мінімум, °C     | −8,3           | −7,2           | −2,2           | 2,8            | 8,3            | 13,3           | 16,7           | 15,6           | 11,1           | 5,0            | 0,0            | −5             | 4,2            |
| Абсолютний мінімум, °C   | −27,2          | −31,1          | −23,9          | −11,7          | −3,3           | 0,0            | 3,3            | 2,2            | −3,3           | −8,9           | −17,2          | −27,8          | −31,1          |
| Норма опадів, мм         | 117            | 86             | 118            | 118            | 119            | 113            | 109            | 114            | 118            | 115            | 114            | 102            | 1343           |
| ------------------------ | -------------- | -------------- | -------------- | -------------- | -------------- | -------------- | -------------- | -------------- | -------------- | -------------- | -------------- | -------------- | -------------- |
| Джерело: Weather Channel |                |                |                |                |                |                |                |                |                |                |                |                |                |

## Демографія
Згідно з переписом 2010 року, у місті мешкали 12 902 особи в 5388 домогосподарствах у складі 3241 родини. Густота населення становила 922 особи/км². Було 5849 помешкань (418/км²).
Расовий склад населення:
| - 82,8 % — білих - 7,6 % — чорних або афроамериканців - 2,6 % — азіатів - 0,2 % — корінних американців - 4,2 % — осіб інших рас |

До двох чи більше рас належало 2,6 %. Частка іспаномовних становила 14,2 % від усіх жителів.
За віковим діапазоном населення розподілялося таким чином: 21,0 % — особи молодші 18 років, 63,4 % — особи у віці 18—64 років, 15,6 % — особи у віці 65 років та старші. Медіана віку мешканця становила 40,3 року. На 100 осіб жіночої статі у місті припадало 92,3 чоловіків; на 100 жінок у віці від 18 років та старших — 89,1 чоловіків також старших 18 років.
Середній дохід на одне домашнє господарство становив 63 666 доларів США (медіана — 51 596), а середній дохід на одну сім'ю — 76 335 доларів (медіана — 64 134). Медіана доходів становила 44 793 долари для чоловіків та 42 404 долари для жінок. За межею бідності перебувало 15,4 % осіб, у тому числі 26,5 % дітей у віці до 18 років та 12,8 % осіб у віці 65 років та старших.
Цивільне працевлаштоване населення становило 6356 осіб. Основні галузі зайнятості: освіта, охорона здоров'я та соціальна допомога — 21,2 %, виробництво — 14,0 %, науковці, спеціалісти, менеджери — 12,7 %.